# Admirał Charłamow
Admirał Charłamow (ros. Адмирал Харламов) – radziecki, następnie rosyjski niszczyciel rakietowy, jedenasty okręt projektu 1155 (typu Friegat lub Udałoj, ozn. NATO Udaloy), klasyfikowany oficjalnie jako duży okręt przeciwpodwodny. W czynnej służbie od 1989 do 2020 roku.

## Budowa i opis techniczny
„Admirał Charłamow” był jedenastym – przedostatnim zbudowanym okrętem projektu 1155 (Friegat), znanego też od pierwszego okrętu jako typ Udałoj (Udaloy). Okręt został wciągnięty na listę floty już 21 lipca 1983 roku, otrzymując nazwę na cześć admirała Nikołaja Charłamowowa (1905–1983). Stępkę położono 7 sierpnia 1986 roku w stoczni Jantar w Królewcu (numer budowy 117), okręt został zwodowany 29 czerwca 1988 roku, zaś do służby wszedł 30 grudnia 1989 roku.
Okręty projektu 1155 były klasyfikowane jako duże okręty przeciwpodwodne (ros. bolszoj protiwołodocznyj korabl, BPK), niemniej na zachodzie powszechnie uznawane są za niszczyciele. Ich zasadniczym przeznaczeniem było zwalczanie okrętów podwodnych, w tym celu ich główne uzbrojenie stanowiło osiem wyrzutni rakietotorped Rastrub-B z ośmioma pociskami i osiem wyrzutni torped kalibru 533 mm przeciw okrętom podwodnym. Ich możliwości w zakresie zwalczania okrętów podwodnych rozszerzały dwa śmigłowce pokładowe Ka-27PŁ. Uzbrojenie przeciwpodwodne uzupełniały dwa dwunastoprowadnicowe miotacze rakietowych bomb głębinowych RBU-6000. Uzbrojenie artyleryjskie stanowiły dwa pojedyncze działa uniwersalne kalibru 100 mm AK-100 na dziobie oraz dwa zestawy artyleryjskie obrony bezpośredniej w postaci dwóch par sześciolufowych naprowadzanych radarowo działek 30 mm AK-630M (łącznie cztery działka). Uzbrojenie rakietowe służyło tylko do bliskiej obrony i składało się z dwóch kompleksów pocisków przeciwlotniczych i przeciwrakietowych Kinżał, każdy w składzie czterech bębnowych wyrzutni pionowych, po jednym na dziobie i na rufie (64 pociski).
Okręty wyposażone zostały w odpowiednie środki obserwacji technicznej, w tym kompleks hydrolokacyjny Polinom z antenami w gruszce dziobowej, podkilową i holowaną. „Admirał Charłamow” otrzymał pełny zestaw wyposażenia późnych okrętów tego typu, obejmujący między innymi stację radiolokacyjną dozoru ogólnego Friegat-MA (MR-750) na maszcie rufowym i stację do wykrywania celów niskolecących Podkat na maszcie dziobowym oraz wyrzutnie celów pozornych PK-2 i PK-10.
Napęd stanowią dwa zespoły turbin gazowych M9 w systemie COGAG, napędzające po jednej śrubie. Każdy składa się z turbiny marszowej D090 o mocy 9000 KM i turbiny mocy szczytowej DT59 o mocy 22 500; łączna moc napędu wynosi 63 000 KM. Prędkość maksymalna wynosi 29 węzłów, a ekonomiczna 18 węzłów.

## Służba
„Admirał Charłamow” od 1 kwietnia 1990 roku wchodził w skład Floty Północnej. W dniach 30 czerwca – 5 lipca 1993 złożył wizytę w Halifaksie w Kanadzie, po czym w dniach 7–11 lipca tego roku w Bostonie. W dniach 8–11 lipca 1994 roku odwiedził Rotterdam.
W 2016 roku znajdował się wciąż w służbie, z numerem burtowym 678.
Okręt został wycofany ze służby 1 grudnia 2020 roku.